# Abrostola triopis
Abrostola triopis là một loài bướm đêm trong họ Noctuidae.